# Боброобразные
Боброобра́зные (лат. Castorimorphi) — инфраотряд грызунов (Rodentia) подотряда Supramyomorpha. В нём объединены три семейства, содержащие около 100 видов, все из которых, за исключением обыкновенного бобра (Castor fiber), обитают в Северной или Центральной Америке. К трём семействам боброобразных относятся:
- бобровые (Castoridae)
- гоферовые (Geomyidae)
- мешотчатые прыгуны (Heteromyidae)

Подотряд боброобразных относительно новый и был предложен биологами Карлтоном и Муссером в 2005 году. Они исследовали морфологические и молекулярно-генетические особенности грызунов. Ранее, родство между гоферовыми и мешотчатопрыгуновыми уже давно предполагалось и оба семейства объединялись в общий таксон Geomyoidea. Однако сопоставление с бобровыми стало довольно новым шагом, так как те ранее определялись в подотряд белкообразных (Sciuromorpha). Когда учёные открыли, что при подобной классификации таксон белкообразных является парафилетическим, были предприняты попытки установить истинное эволюционное родство между семействами грызунов и соответственно перераспределить их принадлежность к подотрядам.
В классификации Mammal Species of the World (3-е издание, 2005) боброобразные рассматриваются как подотряд Castorimorpha. Однако Г. Д’Элия и соавторы (2019) пришли к выводу, что боброобразные, мышеобразные и шипохвостообразные настолько близки друг к другу, что вернее было бы классифицировать их как инфраотряды одного подотряда Supramyomorpha. В данной таксономической схеме название группы боброобразных было изменено на Castorimorphi. Именно такую классификацию взяли за основу Л. Дж. Флинн и соавторы (2019) в своём обзоре таксономии грызунов, а затем также авторы справочника Illustrated Checklist of the Mammals of the World (2020).
К боброобразным относят среди прочих вымершее семейство Eomyidae. В него входит первый известный науке грызун, способный к планирующему полёту Eomys quercyi.